# Louis Kelterborn
Louis Rudolf Emanuel Kelterborn (* 28. April 1891 in Boston, Massachusetts; † 19. Juli 1933 in Peseux, Kanton Neuenburg) war ein Schweizer Komponist, Dirigent und Organist. Er war der Grosscousin des Komponisten Rudolf Kelterborn.
Kelterborn wuchs als Sohn des Juristen und später Musikkritikers Louis Wilhelm Kelterborn und der Sängerin Bertha Fischer in Boston auf. 1902 siedelte er mit seiner Mutter nach Basel über und besuchte dort das Humanistische Gymnasium, danach studierte er zunächst in Basel bei Georg Haeser und Ernst Markees, später in Genf bei Joseph Lauber. Von 1917 bis 1919 unterrichtete Kelterborn Theorie und Musikgeschichte in Basel, darauf wirkte er bis 1925 als Musikdirektor in Burgdorf. 1925 folgte er einem Ruf zum Kapellmeister des Landestheaters in Recklinghausen (Nordrhein-Westfalen). 1927 kehrte er in die Schweiz zurück und wurde am Konservatorium Neuenburg Lehrer für Harmonie und Orgel.
Seine Ehefrau Elisabeth litt in den letzten Jahren an einer unheilbaren Krankheit, worauf sich schliesslich beide im Sommer 1933 entschlossen, Suizid zu begehen. Kelterborn hinterliess ein umfangreiches Œuvre an Kompositionen, darunter Bühnenmusik, Schauspielmusik, geistliche Musik, Chor- und Gesangswerke sowie Kammermusik.